# 三菱重工相模原ダイナボアーズ

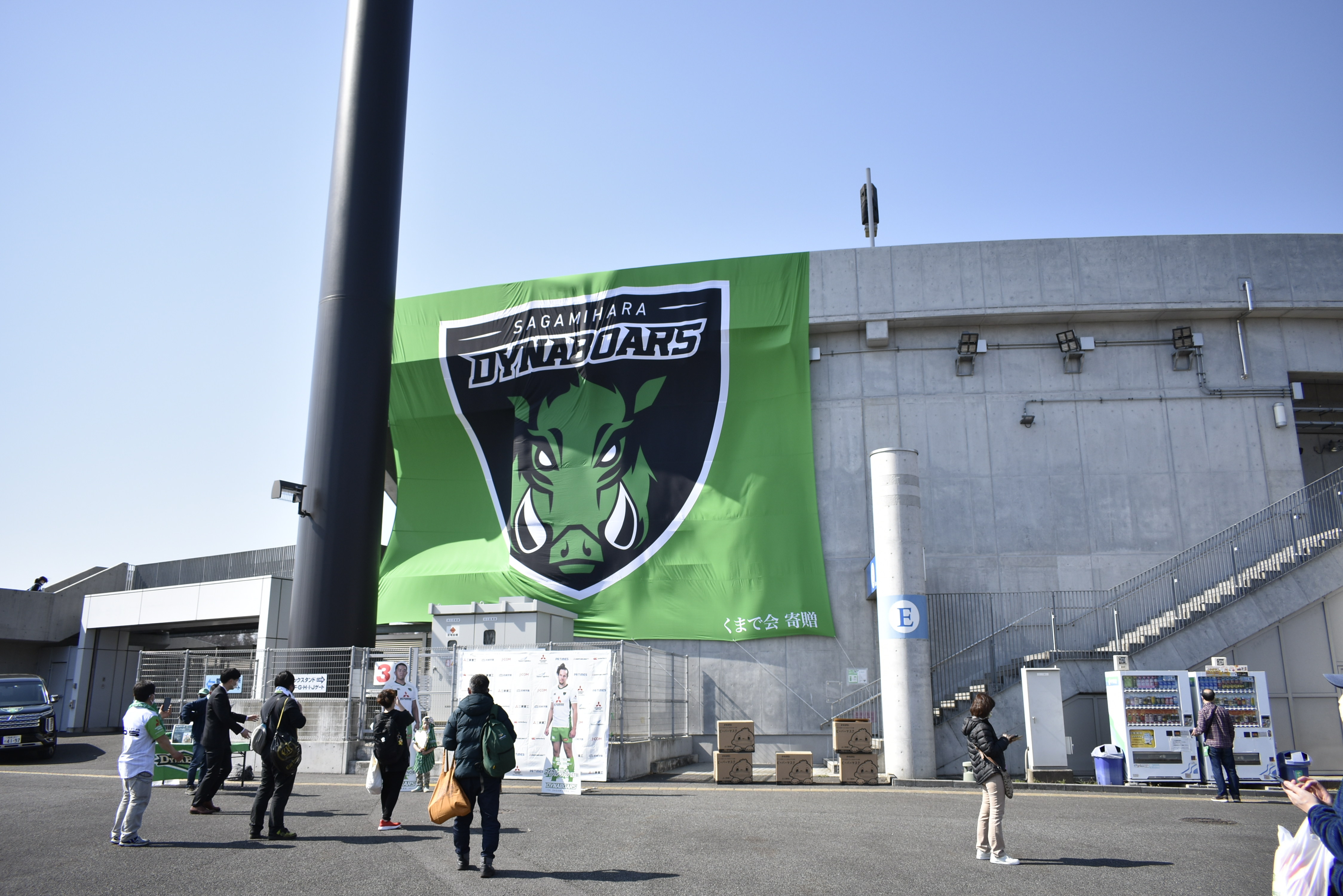
相模原ギオンスタジアム（2021年2月21日撮影）

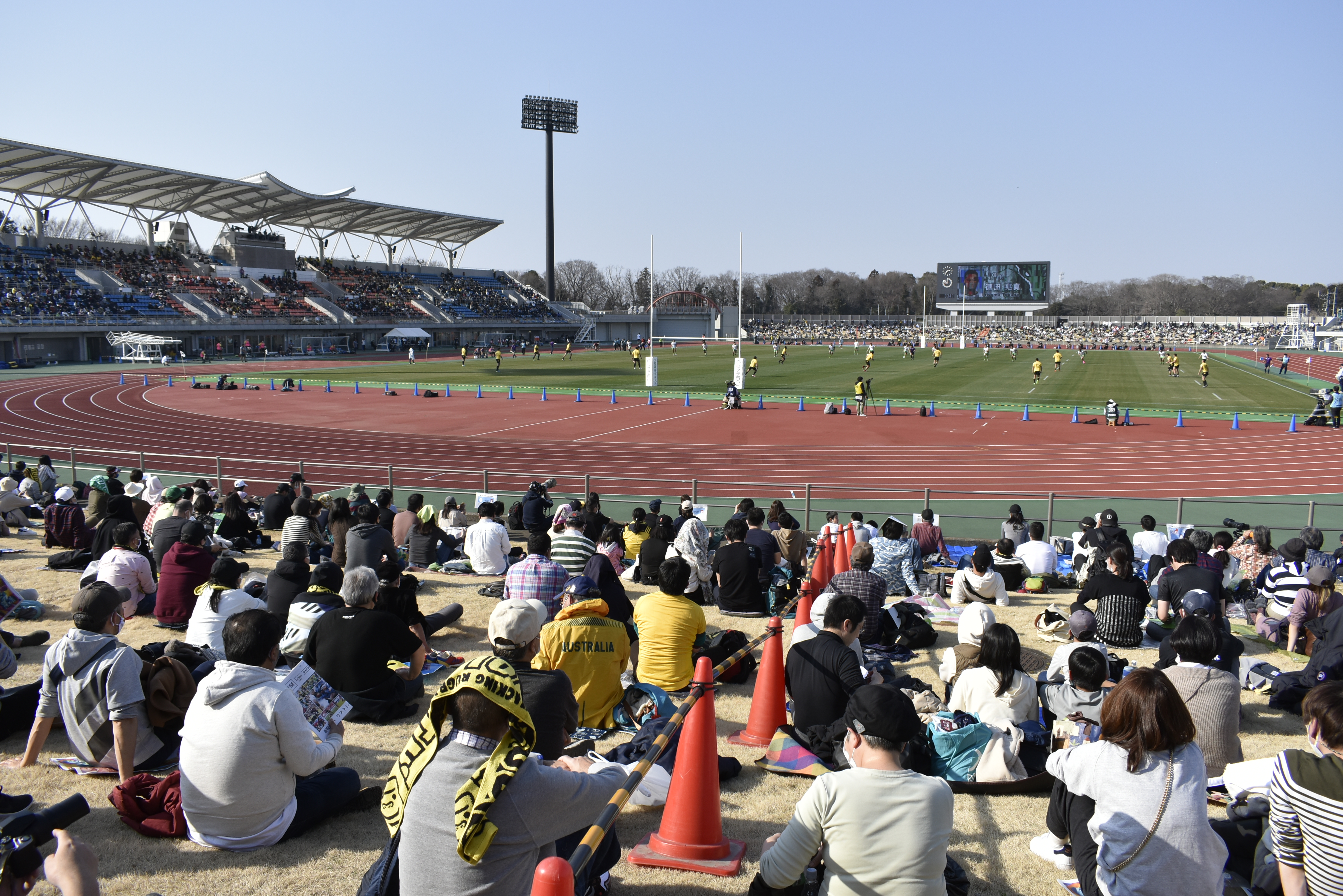
相模原ギオンスタジアムで行われたサントリーサンゴリアス戦（2021年2月21日撮影）

三菱重工相模原ダイナボアーズ（みつびしじゅうこうさがみはらダイナボアーズ、英: Mitsubishi Heavy Industries Sagamihara DYNABOARS）は、JAPAN RUGBY LEAGUE ONEに所属の神奈川県および相模原市をホストエリアとするラグビーユニオンチーム。略称は「相模原DB」。プロ契約選手、三菱重工社員選手で構成されている。練習グラウンドは、三菱重工相模原ダイナボアーズグラウンド（神奈川県相模原市中央区）。

## 概要
- チーム愛称「ダイナボアーズ」は、ダイナミック（DYNAMIC、活動的な）とボアー（BOAR、猪）の造語。相模原市民を中心に寄せられた187案を元に、亥年2007年のトップリーグ昇格を機に命名された[1]。
- ミッション[1]
  - 「ラグビーを通じて、すべての人々と、夢と感動をともにわかちあい、ともに成長していく」
- バリュー[1]
  - あくなき挑戦 - 常に最高のプレーを追求し、より高い目標に向かって挑戦し続ける
  - ラグビーへの貢献 - チーム一人ひとりがラグビーの普及・振興に貢献する
  - 地域への貢献 - 地域から親しまれ、人々から愛されるチームを目指す

## チームスローガン
- 2023-24シーズン：心燃える瞬間を [2]
- 2024-25シーズン：心燃える瞬間を -DYNA IMPACT- [3]

## マスコットキャラクター
- ダイボ君 - モチーフはイノシシ。亥年の2007年6月29日発表[4]。初代グリーティングバージョン（着ぐるみ版）は、2019年10月まで全身丸い卵型だった[5][6] 。
- 2019年12月には[7] ダンスパフォーマンスも可能な成人ラガーマン体型[8][9] になった。
- 2023年11月に、イラストおよびグリーティングバージョンが3代目として再リニューアルされ、少年体型に変わった[10][11][12]。背番号がそれまでの24[13] から0になり、2007年誕生を受けて年齢設定が追加され16歳となった[11]。みんなを楽しませるのが大好きな、相模原の野山を駆け回る男の子[11]。

## 歴史
前身の三菱日本重工ラグビー部は、1960年の第1回関東社会人リーグ（2部）から参加。その後、三菱重工東京製作所を経て、1971年の三菱重工相模原製作所の発足に伴いラグビー部も相模原に移転。同年を創部年としている。
1977年に関東社会人リーグ3部ブロック初優勝、1986年に同2部ブロック初優勝。1989年に関東社会人リーグ1部（当時の関東社会人リーグは東日本社会人リーグの下位リーグ）に昇格した。2000年の関東社会人リーグ1部・Aブロックで2位に入ると、続くチャレンジリーグ（秩父宮）で新日鉄釜石を1点差で破り、悲願の東日本社会人リーグ昇格を果たした。前身時代も含め初めてのトップカテゴリーでの戦いとなった2001年は7戦全敗に終わり、1年で関東社会人リーグ1部に降格した。
2003年のトップリーグ開幕に伴い、トップイースト10に所属となる。2006年度のトップイースト11で優勝を果たし、トップチャレンジでは九州電力に敗れたものの、近鉄に32-31の僅差で勝利。神奈川県のチームとしては初となるトップリーグ昇格を果たした。
しかし2007年度トップリーグにおいては「ディフェンス力、取れる状況でスコアに結び付けられない精度の低さ」（相良南海夫監督）などにより、東日本社会人リーグに続いてまたも全敗（勝ち点3）最下位となり、トップイースト11に自動降格した。
2012年に新設された相模原市ホームタウンチーム認定制度の第一号に選ばれ、地域での普及活動や社会貢献活動を行う。
2016年度シーズンまでは主に三菱重工相模原グラウンド で公式戦が行われていたが、現在は練習場となっている。以降、相模原麻溝公園競技場（相模原ギオンスタジアム）にホームグランドを移した。
トップイーストでは強豪として君臨し、2017-18シーズンからはトップチャレンジリーグに参戦し、2018-19のトップリーグ入替戦で豊田自動織機に31-7で勝利し、2019-20シーズンのトップリーグに12年ぶりに復帰した。
2020年2月15日には、NECグリーンロケッツと対戦し、トップリーグ初勝利を果たした。
2021年7月16日、新リーグJAPAN RUGBY LEAGUE ONE DIVISION2（2部リーグ）に振り分けされることになった。
2022年5月21日・28日に行われたリーグワンの1部・2部入れ替え戦で、NTTコミュニケーションズシャイニングアークス東京ベイ浦安を2戦合計勝ち点8-0（第1戦33-25で勝利、第2戦33-19で勝利）で下し、次期2022-23シーズン DIVISION1（1部リーグ）への昇格を決めた。
2024年4月13日、三菱重工業の発祥の地である長崎（長崎市総合運動公園かきどまり陸上競技場）で、リーグワン2023-24DIVISION1第13節の試合を開催した。リーグワンとしても長崎県での開催は初。
2025年3月16日（リーグワン2024-25DIVISION1第11節）、リーグワンとして初めて京都府で試合を行った。たけびしスタジアム京都（京都市左京区）を会場に、東京サントリーサンゴリアスをビジターにして対戦し、34-22で勝利。サンゴリアスに勝利するのは、2001-02シーズンの東日本社会人リーグ時代、2007-08シーズンのトップリーグ時代を含め、初めて。
2025年4月12日、リンディー真ダニエルが、ジャパンラグビーリーグワン2024-25シーズン第15節横浜キヤノンイーグルス戦で、三菱重工相模原ダイナボアーズでチーム最多となる121試合出場を果たす。4月26日、第16節コベルコ神戸スティーラーズ戦で、最多出場記録を122試合に更新した。

## タイトル
最上位リーグ
なし
下位リーグ
- トップイースト11／トップイーストリーグDiv.1　優勝：5回（2006, 2013, 2014, 2015, 2016）

7人制大会
- YC&AC JAPAN SEVENS　優勝：1回（2006）

## 成績

### リーグ戦戦績
- 1993-1994シーズン 関東社会人リーグ1部 優勝[注 1]
- 1994-1995シーズン 関東社会人リーグ1部 優勝[注 2]
- 1996-1997シーズン 関東社会人リーグ1部 2位（6勝1敗）
- 1997-1998シーズン 関東社会人リーグ1部 6位（3勝4敗）
- 1998-1999シーズン 関東社会人リーグ1部Aグループ 3位（5勝2敗）
- 1999-2000シーズン 関東社会人リーグ1部Aグループ 4位（4勝3敗）
- 2000-2001シーズン 関東社会人リーグ1部Aグループ 2位（6勝1敗）、東日本社会人リーグ昇格
- 2001-2002シーズン 東日本社会人リーグ 8位（7敗）、関東社会人リーグ1部降格
- 2002-2003シーズン 関東社会人リーグ1部Aグループ 4位（5勝2敗）、トップイースト10へ参入
- 2003-2004シーズン トップイースト10 2位[注 3]（7勝2敗）
- 2004-2005シーズン トップイースト10 2位（8勝1敗）、トップチャレンジ2：3位、トップイースト10残留
- 2005-2006シーズン トップイースト10 2位[注 4] （8勝1敗）
- 2006-2007シーズン トップイースト11 優勝（10勝）、トップチャレンジ1：2位、トップリーグへ自動昇格
- 2007-2008シーズン トップリーグ 14位（13敗）、トップイースト11へ自動降格
- 2008-2009シーズン トップイースト11 3位（7勝3敗）
- 2009-2010シーズン トップイーストリーグ 3位（8勝3敗）
- 2010-2011シーズン トップイーストリーグ 3位（9勝2敗）
- 2011-2012シーズン トップイーストリーグDiv.1 3位（7勝1敗1分）
- 2012-2013シーズン トップイーストリーグDiv.1 2位（8勝1敗）、トップチャレンジ2：1位、トップチャレンジ1：4位、トップリーグ入替戦：敗戦、トップイーストリーグDiv.1残留
- 2013-2014シーズン トップイーストリーグDiv.1 優勝（9勝）、トップチャレンジ1：3位、トップリーグ入替戦：敗戦、トップイーストリーグDiv.1残留
- 2014-2015シーズン トップイーストリーグDiv.1 優勝（9勝）、トップチャレンジ1：2位、トップリーグ入替戦：敗戦、トップイーストリーグDiv.1残留
- 2015-2016シーズン トップイーストリーグDiv.1 優勝（9勝）、トップチャレンジ1：2位、トップリーグ入替戦：敗戦、トップイーストリーグDiv.1残留
- 2016-2017シーズン トップイーストリーグDiv.1 優勝（9勝）、トップチャレンジ1：2位、トップリーグ入替戦：敗戦、ジャパンラグビートップチャレンジリーグへ参入
- 2017-2018シーズン トップチャレンジリーグ 3位（1stステージ：3位 5勝2敗、2ndステージ：1勝2敗）、トップリーグ入替戦：引き分け、規定によりトップチャレンジリーグ残留
- 2018-2019シーズン トップチャレンジリーグ 2位（1stステージ：3位 5勝2敗、2ndステージ：2勝1敗）、トップリーグ入替戦：勝利、トップリーグ昇格
- 2019-2020シーズン （トップリーグカップ プール戦敗退（プール戦：5位 1勝4敗）、リーグ戦中止（中止時点での成績：1勝5敗）
- 2021シーズン レッドカンファレンス7位、プレーオフトーナメント9位[29]

#### JAPAN RUGBY LEAGUE ONE
| シーズン | DIVISION  | 最終順位 | リーグ順位    | 試合数 | 勝点 | 勝 | 分 | 負 | 得点 | 失点 | 得失差 | 入替戦など                      | 備考          |
| -------- | --------- | -------- | ------------- | ------ | ---- | -- | -- | -- | ---- | ---- | ------ | ------------------------------- | ------------- |
| 2022     | DIVISION2 | 3位      | 1位/6チーム   | 10     | 43   | 9  | 0  | 1  | 343  | 130  | 213    | 順位決定戦3位/ 入替戦勝利・昇格 | [ 30 ] [ 31 ] |
| 2022-23  | DIVISION1 | 10位     | 10位/12チーム | 16     | 20   | 4  | 1  | 11 | 360  | 609  | -249   | 入替戦勝利・残留                | [ 32 ] [ 33 ] |
| 2023-24  | DIVISION1 | 9位      | 9位/12チーム  | 16     | 27   | 6  | 0  | 10 | 457  | 637  | -180   | なし                            | [ 34 ]        |
| 2024-25  | DIVISION1 | 9位      | 9位/12チーム  | 18     | 26   | 6  | 0  | 12 | 436  | 653  | -217   | なし                            | [ 35 ]        |

## 2024-25シーズンの順位
| \| \| JAPAN RUGBY LEAGUE ONE 2024-25 順位表（2025年6月1日時点）出典：[36][37] \| 編集 \| | | | | | | | | | | | | | | | | | |
| リーグ戦 順位 | カンファレンス | チーム | 試合数 | 勝ち点 | 勝 | 分 | 負 | 得点 | 失点 | 得失点差 | T | G | PG | DG | 反則数 | プレーオフ (PO) / 入替戦 | 結果 |
| 優勝 | A | 東芝ブレイブルーパス東京 | 18 | 71 | 15 | 1 | 2 | 741 | 480 | 261 | 110 | 91 | 3 | 0 | 182 | 第13節でPO進出決定 | 優勝 |
| 2位 | B | 埼玉パナソニックワイルドナイツ | 18 | 71 | 14 | 2 | 2 | 727 | 437 | 290 | 99 | 71 | 30 | 0 | 161 | 第14節でPO進出決定 | 準決勝敗退 (4位) |
| 3位 | B | クボタスピアーズ船橋・東京ベイ | 18 | 69 | 14 | 2 | 2 | 606 | 361 | 245 | 87 | 54 | 20 | 1 | 179 | 第14節でPO進出決定 | 準優勝 |
| 4位 | A | 静岡ブルーレヴズ | 18 | 63 | 14 | 0 | 4 | 616 | 504 | 112 | 91 | 64 | 11 | 0 | 223 | 第15節でPO進出決定 | 準々決勝敗退（5位） |
| 5位 | A | コベルコ神戸スティーラーズ | 18 | 51 | 10 | 0 | 8 | 642 | 509 | 133 | 93 | 69 | 13 | 0 | 219 | 第16節でPO進出決定 | 準決勝敗退 (3位) |
| 6位 | B | 東京サントリーサンゴリアス | 18 | 40 | 8 | 2 | 8 | 542 | 568 | -26 | 73 | 48 | 26 | 1 | 179 | 第17節最終戦「横浜E対神戸S」でPO進出決定 | 準々決勝敗退（6位） |
| 7位 | B | リコーブラックラムズ東京 | 18 | 33 | 6 | 0 | 12 | 504 | 521 | -17 | 71 | 46 | 19 | 0 | 201 | | ‐ |
| 8位 | A | 横浜キヤノンイーグルス | 18 | 30 | 6 | 0 | 12 | 518 | 566 | -48 | 73 | 54 | 15 | 0 | 187 | | ‐ |
| 9位 | A | 三菱重工相模原ダイナボアーズ | 18 | 26 | 6 | 0 | 12 | 436 | 653 | -217 | 61 | 43 | 15 | 0 | 232 | | ‐ |
| 10位 | B | トヨタヴェルブリッツ | 18 | 24 | 4 | 1 | 13 | 445 | 617 | -172 | 65 | 42 | 12 | 0 | 214 | | ‐ |
| 11位 | B | 三重ホンダヒート | 18 | 18 | 4 | 0 | 14 | 417 | 711 | -294 | 60 | 39 | 13 | 0 | 208 | 第17節で「11位・入替戦出場」が確定 | 残留 |
| 12位 | A | 浦安D-Rocks | 18 | 14 | 3 | 0 | 15 | 465 | 732 | -267 | 66 | 48 | 13 | 0 | 223 | 第17節で「12位・入替戦出場」が確定 | 残留 |
| | | | | | | | | | | | | | | | | | |
| - 勝ち点は、勝ち4点、引き分け2点、負け0点。 - ただし、7点差以内の負けは1点を付与、3トライ差以上での勝ちは追加で1点を付与。 - 同じ勝ち点である場合は下記の順番で順位を決定する。 1. 勝ち点 2. 勝利数 3. ①および②が同数であったチーム間の勝ち点 4. ①、②および③が同数であったチーム間の得失点差 5. 全試合の得失点差 6. 当該チーム間のトライ数 7. 全試合でのトライ数 8. 当該チーム間のトライ後のゴール数 9. 全試合でのトライ後のゴール数 10. 抽選 | - 勝ち点は、勝ち4点、引き分け2点、負け0点。 - ただし、7点差以内の負けは1点を付与、3トライ差以上での勝ちは追加で1点を付与。 - 同じ勝ち点である場合は下記の順番で順位を決定する。 1. 勝ち点 2. 勝利数 3. ①および②が同数であったチーム間の勝ち点 4. ①、②および③が同数であったチーム間の得失点差 5. 全試合の得失点差 6. 当該チーム間のトライ数 7. 全試合でのトライ数 8. 当該チーム間のトライ後のゴール数 9. 全試合でのトライ後のゴール数 10. 抽選 | - 勝ち点は、勝ち4点、引き分け2点、負け0点。 - ただし、7点差以内の負けは1点を付与、3トライ差以上での勝ちは追加で1点を付与。 - 同じ勝ち点である場合は下記の順番で順位を決定する。 1. 勝ち点 2. 勝利数 3. ①および②が同数であったチーム間の勝ち点 4. ①、②および③が同数であったチーム間の得失点差 5. 全試合の得失点差 6. 当該チーム間のトライ数 7. 全試合でのトライ数 8. 当該チーム間のトライ後のゴール数 9. 全試合でのトライ後のゴール数 10. 抽選 | - 勝ち点は、勝ち4点、引き分け2点、負け0点。 - ただし、7点差以内の負けは1点を付与、3トライ差以上での勝ちは追加で1点を付与。 - 同じ勝ち点である場合は下記の順番で順位を決定する。 1. 勝ち点 2. 勝利数 3. ①および②が同数であったチーム間の勝ち点 4. ①、②および③が同数であったチーム間の得失点差 5. 全試合の得失点差 6. 当該チーム間のトライ数 7. 全試合でのトライ数 8. 当該チーム間のトライ後のゴール数 9. 全試合でのトライ後のゴール数 10. 抽選 | - 勝ち点は、勝ち4点、引き分け2点、負け0点。 - ただし、7点差以内の負けは1点を付与、3トライ差以上での勝ちは追加で1点を付与。 - 同じ勝ち点である場合は下記の順番で順位を決定する。 1. 勝ち点 2. 勝利数 3. ①および②が同数であったチーム間の勝ち点 4. ①、②および③が同数であったチーム間の得失点差 5. 全試合の得失点差 6. 当該チーム間のトライ数 7. 全試合でのトライ数 8. 当該チーム間のトライ後のゴール数 9. 全試合でのトライ後のゴール数 10. 抽選 | - 勝ち点は、勝ち4点、引き分け2点、負け0点。 - ただし、7点差以内の負けは1点を付与、3トライ差以上での勝ちは追加で1点を付与。 - 同じ勝ち点である場合は下記の順番で順位を決定する。 1. 勝ち点 2. 勝利数 3. ①および②が同数であったチーム間の勝ち点 4. ①、②および③が同数であったチーム間の得失点差 5. 全試合の得失点差 6. 当該チーム間のトライ数 7. 全試合でのトライ数 8. 当該チーム間のトライ後のゴール数 9. 全試合でのトライ後のゴール数 10. 抽選 | - 勝ち点は、勝ち4点、引き分け2点、負け0点。 - ただし、7点差以内の負けは1点を付与、3トライ差以上での勝ちは追加で1点を付与。 - 同じ勝ち点である場合は下記の順番で順位を決定する。 1. 勝ち点 2. 勝利数 3. ①および②が同数であったチーム間の勝ち点 4. ①、②および③が同数であったチーム間の得失点差 5. 全試合の得失点差 6. 当該チーム間のトライ数 7. 全試合でのトライ数 8. 当該チーム間のトライ後のゴール数 9. 全試合でのトライ後のゴール数 10. 抽選 | - 勝ち点は、勝ち4点、引き分け2点、負け0点。 - ただし、7点差以内の負けは1点を付与、3トライ差以上での勝ちは追加で1点を付与。 - 同じ勝ち点である場合は下記の順番で順位を決定する。 1. 勝ち点 2. 勝利数 3. ①および②が同数であったチーム間の勝ち点 4. ①、②および③が同数であったチーム間の得失点差 5. 全試合の得失点差 6. 当該チーム間のトライ数 7. 全試合でのトライ数 8. 当該チーム間のトライ後のゴール数 9. 全試合でのトライ後のゴール数 10. 抽選 | - 勝ち点は、勝ち4点、引き分け2点、負け0点。 - ただし、7点差以内の負けは1点を付与、3トライ差以上での勝ちは追加で1点を付与。 - 同じ勝ち点である場合は下記の順番で順位を決定する。 1. 勝ち点 2. 勝利数 3. ①および②が同数であったチーム間の勝ち点 4. ①、②および③が同数であったチーム間の得失点差 5. 全試合の得失点差 6. 当該チーム間のトライ数 7. 全試合でのトライ数 8. 当該チーム間のトライ後のゴール数 9. 全試合でのトライ後のゴール数 10. 抽選 | - 勝ち点は、勝ち4点、引き分け2点、負け0点。 - ただし、7点差以内の負けは1点を付与、3トライ差以上での勝ちは追加で1点を付与。 - 同じ勝ち点である場合は下記の順番で順位を決定する。 1. 勝ち点 2. 勝利数 3. ①および②が同数であったチーム間の勝ち点 4. ①、②および③が同数であったチーム間の得失点差 5. 全試合の得失点差 6. 当該チーム間のトライ数 7. 全試合でのトライ数 8. 当該チーム間のトライ後のゴール数 9. 全試合でのトライ後のゴール数 10. 抽選 | - 勝ち点は、勝ち4点、引き分け2点、負け0点。 - ただし、7点差以内の負けは1点を付与、3トライ差以上での勝ちは追加で1点を付与。 - 同じ勝ち点である場合は下記の順番で順位を決定する。 1. 勝ち点 2. 勝利数 3. ①および②が同数であったチーム間の勝ち点 4. ①、②および③が同数であったチーム間の得失点差 5. 全試合の得失点差 6. 当該チーム間のトライ数 7. 全試合でのトライ数 8. 当該チーム間のトライ後のゴール数 9. 全試合でのトライ後のゴール数 10. 抽選 | - 勝ち点は、勝ち4点、引き分け2点、負け0点。 - ただし、7点差以内の負けは1点を付与、3トライ差以上での勝ちは追加で1点を付与。 - 同じ勝ち点である場合は下記の順番で順位を決定する。 1. 勝ち点 2. 勝利数 3. ①および②が同数であったチーム間の勝ち点 4. ①、②および③が同数であったチーム間の得失点差 5. 全試合の得失点差 6. 当該チーム間のトライ数 7. 全試合でのトライ数 8. 当該チーム間のトライ後のゴール数 9. 全試合でのトライ後のゴール数 10. 抽選 | - 勝ち点は、勝ち4点、引き分け2点、負け0点。 - ただし、7点差以内の負けは1点を付与、3トライ差以上での勝ちは追加で1点を付与。 - 同じ勝ち点である場合は下記の順番で順位を決定する。 1. 勝ち点 2. 勝利数 3. ①および②が同数であったチーム間の勝ち点 4. ①、②および③が同数であったチーム間の得失点差 5. 全試合の得失点差 6. 当該チーム間のトライ数 7. 全試合でのトライ数 8. 当該チーム間のトライ後のゴール数 9. 全試合でのトライ後のゴール数 10. 抽選 | - 勝ち点は、勝ち4点、引き分け2点、負け0点。 - ただし、7点差以内の負けは1点を付与、3トライ差以上での勝ちは追加で1点を付与。 - 同じ勝ち点である場合は下記の順番で順位を決定する。 1. 勝ち点 2. 勝利数 3. ①および②が同数であったチーム間の勝ち点 4. ①、②および③が同数であったチーム間の得失点差 5. 全試合の得失点差 6. 当該チーム間のトライ数 7. 全試合でのトライ数 8. 当該チーム間のトライ後のゴール数 9. 全試合でのトライ後のゴール数 10. 抽選 | - 勝ち点は、勝ち4点、引き分け2点、負け0点。 - ただし、7点差以内の負けは1点を付与、3トライ差以上での勝ちは追加で1点を付与。 - 同じ勝ち点である場合は下記の順番で順位を決定する。 1. 勝ち点 2. 勝利数 3. ①および②が同数であったチーム間の勝ち点 4. ①、②および③が同数であったチーム間の得失点差 5. 全試合の得失点差 6. 当該チーム間のトライ数 7. 全試合でのトライ数 8. 当該チーム間のトライ後のゴール数 9. 全試合でのトライ後のゴール数 10. 抽選 | - 勝ち点は、勝ち4点、引き分け2点、負け0点。 - ただし、7点差以内の負けは1点を付与、3トライ差以上での勝ちは追加で1点を付与。 - 同じ勝ち点である場合は下記の順番で順位を決定する。 1. 勝ち点 2. 勝利数 3. ①および②が同数であったチーム間の勝ち点 4. ①、②および③が同数であったチーム間の得失点差 5. 全試合の得失点差 6. 当該チーム間のトライ数 7. 全試合でのトライ数 8. 当該チーム間のトライ後のゴール数 9. 全試合でのトライ後のゴール数 10. 抽選 | - 上位6チームは、プレーオフへ進出。 - 1位と2位には、 プレーオフ1回戦が免除され、 準々決勝から出場するシード権が与えられる。 - 11位はDIVISION2の2位と、 12位はDIVISION2の1位と、 それぞれ入替戦を行う。 | - 上位6チームは、プレーオフへ進出。 - 1位と2位には、 プレーオフ1回戦が免除され、 準々決勝から出場するシード権が与えられる。 - 11位はDIVISION2の2位と、 12位はDIVISION2の1位と、 それぞれ入替戦を行う。 |
| | JAPAN RUGBY LEAGUE ONE 2024-25 順位表（2025年6月1日時点）出典： | 編集 | | | | | | | | | | | | | | | |

## 2025-26シーズンのスコッド
開幕前、2025-26シーズンでの選手登録までは、「チームに所属している選手」の一覧に過ぎないことに留意。
カテゴリA（日本代表の実績または資格あり）は、試合登録枠17名以上、同時出場可能枠11名以上。カテゴリB（日本代表の資格獲得見込み）は、試合登録枠・同時出場可能枠ともに任意。カテゴリC（他国代表歴あり等、カテゴリ A, B以外）は、試合登録枠3名以下。
三菱重工相模原ダイナボアーズの2025-26シーズンのスコッドは下記のとおり。2025年6月6日現在。
ヘッドコーチ: グレン・ディレーニー
| 選手                       | ポジション                  | 身長  | 体重  | 誕生日（年齢）         | 登録区分  |
| -------------------------- | --------------------------- | ----- | ----- | ---------------------- | --------- |
| 安昌豪                     | プロップ                    | 178cm | 110kg | 1997年11月20日（27歳） | カテゴリA |
| 津嘉山廉人                 | プロップ                    | 186cm | 107kg | 1998年9月7日（26歳）   | カテゴリA |
| シンクル寛造               | プロップ                    | 187cm | 125kg | 1999年8月20日（25歳）  | カテゴリA |
| 蜂谷元紹                   | プロップ                    | 180cm | 115kg | 1998年4月7日（27歳）   | カテゴリA |
| 石井智亮                   | プロップ                    | 182cm | 120kg | 1995年8月23日（29歳）  | カテゴリA |
| 森本潤                     | プロップ                    | 175cm | 115kg | 1996年6月4日（29歳）   | カテゴリA |
| 蔡唯志                     | プロップ                    | 175cm | 105kg | 2003年2月9日（22歳）   | カテゴリA |
| 坂本駿介                   | プロップ                    | 180cm | 107kg | 1998年3月13日（27歳）  | カテゴリA |
| 李承爀                     | フッカー                    | 179cm | 103kg | 1999年1月27日（26歳）  | カテゴリA |
| 宮里侑樹                   | フッカー                    | 179cm | 103kg | 1997年1月6日（28歳）   | カテゴリA |
| 佐川奨茉                   | フッカー                    | 180cm | 103kg | 2002年1月20日（23歳）  | カテゴリA |
| 安恒直人                   | フッカー                    | 171cm | 98kg  | 2003年2月5日（22歳）   | カテゴリA |
| ウォルト・スティーンカンプ | ロック                      | 191cm | 109kg | 1995年7月21日（29歳）  | カテゴリB |
| エピネリ・ウルイヴァイティ | ロック                      | 196cm | 122kg | 1996年7月7日（28歳）   | カテゴリA |
| 趙誠悠                     | ロック                      | 185cm | 102kg | 1999年5月13日（26歳）  | カテゴリA |
| 松本光貴                   | ロック                      | 190cm | 104kg | 2001年11月3日（23歳）  | カテゴリA |
| 佐藤弘樹                   | フランカー                  | 179cm | 96kg  | 1995年7月22日（29歳）  | カテゴリA |
| 坂本侑翼                   | フランカー                  | 176cm | 95kg  | 1998年10月25日（26歳） | カテゴリA |
| 鶴谷昌隆                   | フランカー                  | 186cm | 105kg | 1990年10月18日（34歳） | カテゴリA |
| フリードル・オリヴィエー   | フランカー/ロック           | 197cm | 122kg | 1992年5月27日（33歳）  | カテゴリC |
| 服部航大                   | フランカー/ナンバー8        | 177cm | 96kg  | 2000年1月16日（25歳）  | カテゴリA |
| 吉田杏                     | ロック/フランカー/ナンバー8 | 188cm | 108kg | 1995年6月30日（29歳）  | カテゴリA |
| ジャクソン・ヘモポ         | ロック/フランカー           | 194cm | 111kg | 1993年11月14日（31歳） | カテゴリC |
| マリノ・ミカエリ＝トゥウ   | フランカー/ナンバー8        | 193cm | 111kg | 1997年11月6日（27歳）  | カテゴリB |
| 古寺直希                   | ナンバー8                   | 170cm | 100kg | 2002年12月22日（22歳） | カテゴリA |
| 中森隆太                   | スクラムハーフ              | 174cm | 75kg  | 2000年7月16日（24歳）  | カテゴリA |
| 岩村昂太                   | スクラムハーフ              | 182cm | 87kg  | 1993年12月7日（31歳）  | カテゴリA |
| ジャック・ストラトン       | スクラムハーフ              | 185cm | 91kg  | 1994年8月21日（30歳）  | カテゴリA |
| ジェームス・グレイソン     | スタンドオフ                | 187cm | 90kg  | 1998年6月26日（26歳）  | カテゴリB |
| 山下真之介                 | スタンドオフ/フルバック     | 174cm | 83kg  | 2002年6月6日（23歳）   | カテゴリA |
| 加島DJ                     | ウイング                    | 175cm | 87kg  | 2001年3月11日（24歳）  | カテゴリA |
| トージュニア・ヴァエガ     | ウイング                    | 175cm | 85kg  | 1997年5月28日（28歳）  | カテゴリB |
| タウモハパイホネティ       | ウイング                    | 180cm | 94kg  | 1992年10月2日（32歳）  | カテゴリA |
| チャーリー・ローレンス     | センター                    | 171cm | 92kg  | 1998年5月27日（27歳）  | カテゴリA |
| 三島琳久                   | センター                    | 175cm | 91kg  | 2000年9月2日（24歳）   | カテゴリA |
| マット・ヴァエガ           | センター                    | 179cm | 94kg  | 1994年9月7日（30歳）   | カテゴリA |
| 杉浦拓実                   | センター                    | 175cm | 88kg  | 1998年8月24日（26歳）  | カテゴリA |
| トニシオ・バイフ           | センター                    | 177cm | 103kg | 1991年2月12日（34歳）  | カテゴリA |
| ハニテリ・ヴァイレア       | センター/フルバック         | 181cm | 98kg  | 2002年7月12日（22歳）  | カテゴリA |
| ジョアペ・ナコ             | センター/ウイング           | 181cm | 98kg  | 2002年7月25日（22歳）  | カテゴリA |
| 小泉怜史                   | フルバック                  | 178cm | 88kg  | 2000年6月22日（24歳）  | カテゴリA |
| 奥平湧                     | フルバック                  | 187cm | 92kg  | 1999年5月26日（26歳）  | カテゴリA |
| 吉本匠希                   | フルバック                  | 182cm | 83kg  | 2002年3月5日（23歳）   | カテゴリA |
| ダウリングタイ             | フルバック                  | 183cm | 90kg  | 2003年7月6日（21歳）   | カテゴリA |

## 過去の所属選手
- 安藤栄次
- 伊藤雄大
- ヴィリアミ・マアフ
- 王思博
- 北川喬之
- 相良南海夫
- 佐々木駿
- サミュエル・カレタ
- 鹿田翔平
- ジャック・タラント
- 杉本剛章
- 安井慎太郎
- シェーン・ウィリアムス
- アンソニー・ボーリッチ
- スティーブン・ドナルド
- ニコラスライアン
- ロドニー・デイヴィス
- パトリス・オリビエ
- ロコツイ・シュウペリ
- 北村彦樹
- 平岡航
- 藤澤典迪
- 小松学
- ファイフィリ・レヴァヴェ
- リシケシュ・ペンゼ
- 棚橋宗一郎
- 大崎琢也
- 森田慶良
- 渡邉夏燦
- 西舘健太
- レポロテビタ
- 井口剛志
- 成昴徳
- 比果義稀
- トーマス優デーリックデニイ
- 田畑万併
- 中濱寛造
- 土屋樹生
- 比屋根裕樹
- 李城鏞
- タウマファイ竜
- ジェームス・ウィルソン
- 小林訓也
- 中村拓樹
- 武者大輔
- 榎本光祐
- イーリニコラス
- コリン・スレイド
- 竹田祐将
- マイケル・リトル
- ラトゥクルーガー
- 金崎廉太朗
- 川俣直樹
- 町野泰司
- 相原汰郎
- 大塚憂也
- 相良隆太
- 小野寺優太
- 照井貴大
- 葛見達哉
- 土佐誠
- ディラン・ネル
- ヘイデン・ベッドウェル＝カーティス
- サム・チョンキット
- 大嶌一平
- 阿久田健策
- イーリニコラス
- 山本逸平
- 関本圭汰
- 川上剛右

【2024年5月退団↓】
- 相原汰郎
- 小木曽晃大
- マット・モールズ
- 中村篤郎
- 相良隆太
- 徳田亮真
- 田中伸弥
- 高橋太一
- マット・トゥームア
- フィシプナ・トゥイアキ
- 落合知之
- 韓尊文
- ヘンリーブラッキン

【2025年5月退団↓】
- 知念雄
- ニコラス・ショナート
- 細田隼都
- クフチャ・ムチュヌ
- 安江祥光
- 梅基天翔
- リンディー真ダニエル
- 中川真生哉
- ルイス・チェッサム
- ティモテ・タヴァレア
- 柴田凌光
- カーティス・ロナ
- 奈良望
- 岩下丈一郎
- ベン・ポルトリッジ
- カート＝リー・アレンゼ
- アライアサ空ローランド
- 石田一貴
- 中井健人
- 福山竜斗